# كريستوفر جاكسون
كريستوفر جاكسون (بالإنجليزية: Christopher Bigman Jackson)‏ (25 أكتوبر 1996 في ليبيريا - ) هو لاعب كرة قدم ليبيري في مركز الهجوم. لعب مع شاختيور سوليجورسك.

## وصلات خارجية
- كريستوفر جاكسون على موقع قاعدة بيانات كرة القدم.إي يو (الإنجليزية)
- كريستوفر جاكسون على موقع ناشيونال فوتبول تيمز (الإنجليزية)
- كريستوفر جاكسون على موقع Soccerway.com (الإنجليزية)